# Llibre de les lamentacions
El llibre de les Lamentacions (איכה, ʾēḫā(h), Eikha) és un llibre bíblic de l'Antic Testament i del Tanakh hebreu on el profeta lamenta la destrucció de Jerusalem i el Temple al segle sisè abans de Crist.
Forma part dels llibres profètics, en les edicions catòliques i ortodoxes es troba entre Jeremies i Baruc i en les bíblies protestants entre Jeremies i Ezequiel.

## Autoria
Tant la tradició jueva com la cristiana atribueixen el llibre al profeta Jeremies, recolzant-se en el fet que el contingut dels poemes correspon a l'època en què va viure el profeta, durant la conquesta de Jerusalem per Nabucodonosor II, quan es va destruir el primer Temple i el rei Sedecies va ser empresonat (cf. 2 Reis 24-25, Jer. 39 i Jer. 52). Jeremies s'hauria retirat a una cova als afores de Damasc, on va escriure aquest llibre. Aquesta cova és actualment un emplaçament turístic. Segons Penrhyn, «a la cara d'un turó rocós, al costat occidental de la ciutat, la creença local ha portat a assenyalar la gruta de Jeremies. Allà, en aquesta actitud de pena que Miguel Ángel ha immortalitzat, es pot entendre que el profeta es lamentava de la caiguda del seu país».
Però el debat sobre l'autoria del llibre existeix. A favor seu es pot reproduir el que diu al segon llibre de Cròniques, on s'exposa que Jeremies va escriure un llibre lamentant-se de la mort de Josies.(cf. 2 Cròniques 35:25) Per a Dobbs, «la unitat àmpliament observada de la forma i el punt de vista i la semblança en els detalls lingüístics de tota la seqüència suggereixen de manera clara que l'obra és d'un sol autor», tot i que hi ha altres estudiosos que consideren que l'obra és fruit del treball de més d'un autor.
En contra de l'autoria de Jeremies cal dir que al llibre no apareix ni el nom de Jeremies ni cap altre. Hi ha qui considera que Jeremies no era un autor inclinat a gèneres tan complicats i difícils com els poemes de lamentació. Per altra banda, no formava part del partit pro-egipci però el llibre implora l'ajuda del faraó, ni s'alegrà per la mort de Sedecies i el llibre la celebra, ni testimoniaria en contra de la veritat de les profecies i ell mateix era un profeta). L'única dada que aporten les tres fonts dels textos (Talmud, LXX i el Targum) per a justificar l'autoria són unes paraules del segon llibre de Cròniques 35:25.

## Contingut

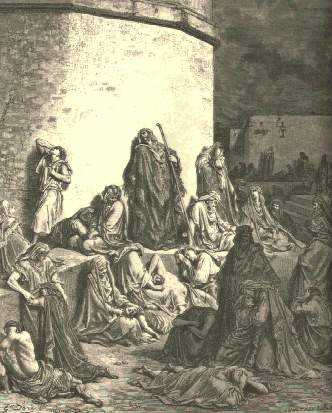
Les Lamentacions de Jeremies.

L'obra està distribuïda en cinc poemes independents, que corresponen als cinc capítols de què consta. El primer poema sembla referir-se al primer setge de Jerusalem i a la deportació posterior de l'any 597 aC. Els poemes segon i quart, considerats els més antics, es refereixen directament als fets de l'any 587 aC, la caiguda de Jerusalem. Mentre que els poemes tercer i cinquè farien referència a la situació posterior a la destrucció de la ciutat.
La intenció de l'autor o autors dels poemes és fer prendre consciència de l'abast de la catàstrofe. El poble es veu abocat a una veritable crisi. D'una banda l'aparent absència i despreocupació de Déu per la sort dels seus fills. D'altra banda, és la pèrdua dels puntals de la fe: el temple, la terra rebuda de Déu, i la institució monàrquica. Per l'autor la causa d'aquesta desfeta està en el pecat i demanar perdó serà el primer pas, Déu no s'ha desentès totalment del seu poble. De l'absència de Déu es pot passar a la seva presència salvadora.

## Datació
Els historiadors coincideixen que el llibre es va escriure durant el període immediatament posterior a la destrucció de Jerusalem l'any 586 aC, tot i que Provan argumenta que s'ha de fer una interpretació ahistòrica. Per argumentar-ho explica que la narrativa històrica del segon llibre dels Reis i del Llibre de les Lamentacions són diferents.